# Walter Veltroni

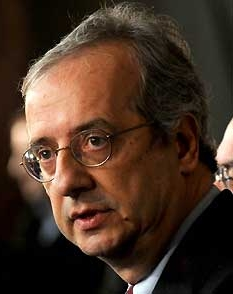
Walter Veltroni

Walter Veltroni (Rome, 3 juni 1955) is een Italiaanse journalist, schrijver en politicus. Van 2001 tot 2008 was hij burgemeester van Rome, van oktober 2007 tot februari 2009 was hij secretaris van de Italiaanse Democratische Partij (Partito Democratico).

## Privé
Veltroni is de zoon van een belangrijke RAI-directeur uit de jaren ’50, Vittorio Veltroni, die een jaar na zijn geboorte stierf. Zijn moeder is Ivana Kotnik, de dochter van de Sloveense ambassadeur van het Koninkrijk Joegoslavië die na 1943 veel joden hielp ontsnappen aan achtervolgingen van de nazi’s.
Walter Veltroni is getrouwd met Flavia Prisco en samen hebben zij twee dochters, Martina en Vittoria.

## Politieke carrière
Toen Veltroni vijftien jaar oud was werd hij lid van de Federazione Giovanile Comunista Italiana (de Italiaanse Communistenfederatie voor jongeren). In 1976, op eenentwintigjarige leeftijd, werd hij in Rome als raadslid gekozen voor de Italiaanse Communistische Partij (PCI), tot 1981. Hierna werd hij gekozen tot volksvertegenwoordiger voor de Italiaanse Kamer van Afgevaardigden in 1987. 
Veltroni heeft een leidende rol gespeeld in de hervorming van de Sociaaldemocratische Partij zoals deze nu is.
Als professioneel journalist is Veltroni hoofdredacteur geweest van 1992 tot 1996 van L’Unità, de krant van de Linkse Democratische Partij, later DS.
In 1996 heeft Romano Prodi Veltroni gevraagd om het leiderschap van de coalitie l´Ulivo (de Olijfboomcoalitie) te delen. Na succesvolle verkiezingen is Veltroni van 1996 tot 1998 vicevoorzitter van de ministerraad en Minister van Cultuur geweest. 
Na de val van de eerste regering van Prodi in 1998 richt Veltroni zich weer op de partij. Deze is in dat jaar omgedoopt tot Linkse Democraten, ofwel Democratici di Sinistra (DS). Van oktober 1998 tot april 2001 is Veltroni bij deze partij secretaris geweest.

## Burgemeester van Rome
In 2001 nam Veltroni ontslag als secretaris bij de DS nadat hij gekozen was als burgemeester van Rome. In 2006 wordt hij herkozen met een recordaantal stemmen voor lokale verkiezingen. Hij versloeg hierbij de voormalige Minister van Landbouw Gianni Alemanno van de Nationale Alliantie (Alleanza Nazionale).
13 februari 2008 heeft hij zich teruggetrokken om, als leider van de Democratische Partij, zich volledig op de landelijke verkiezingen van 13 en 14 april 2008 te kunnen richten.

## Leider van de Democratische Partij

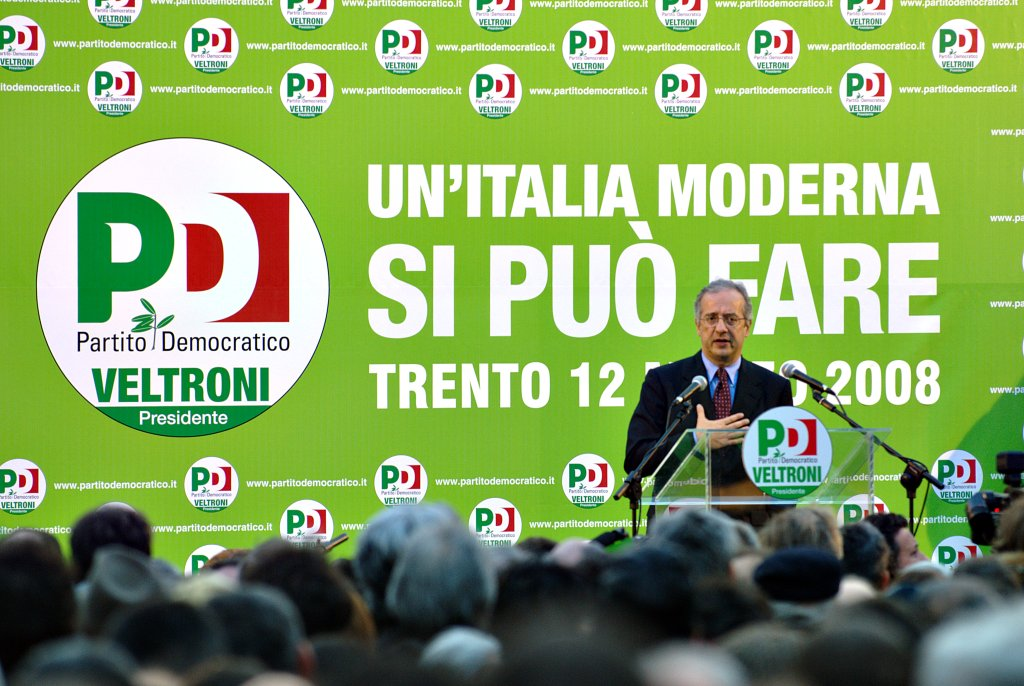
Walter Veltroni tijdens de campagne in Trente op 12 maart

Francesco Rutelli, toenmalig leider van Democratie is Vrijheid, en Piero Fassino, toenmalig leider van de Democratici di Sinistra (Linkse Democraten), wilden naar aanleiding van de succesvolle verkiezingen in 2006 hun plannen voor een grote linkse fusiepartij snel realiseren. 75% van de partijleden van de Linkse Democraten stemden voor dit plan op 19 april 2007, tijdens hun laatste partijcongres.
De leider van de DS (Democratici di Sinistra), Piero Fassino, heeft Veltroni in 2007 publiekelijk gevraagd zich kandidaat te stellen voor het leiderschap van de nieuwe partij. Nadat ook andere belangrijke leidinggevenden van de DS hun steun betuigden aan de Romein presenteerde hij op 27 juni 2007 in Turijn officieel zijn kandidaatschap voor het leiderschap van de Democratische Partij. Hierbij maakte hij meteen de vier belangrijkste punten van zijn programma bekend: milieu, pact tussen de generaties, onderwijs en veiligheid. 
Op 14 oktober werd Walter Veltroni gekozen tot leider met 2,6 miljoen stemmen, 75,8% van de stemmen.
Na de val van Prodi´s regering op 24 januari 2008 leidde Veltroni de Democratische Partij (Partito Democratico) naar de landelijke verkiezingen van 13 en 14 april 2008, die overtuigend door het Volk van de Vrijheid van Silvio Berlusconi werden gewonnen.

## Veltroni en Obama
Als burgemeester van de Italiaanse hoofdstad heeft Veltroni in 2005 Barack Obama ontmoet in Washington, die toen nog senator was van de staat Illinois. Veltroni was een van de eerste aanhangers van Obama in Europa. Door de Los Angeles Times werd hij omschreven als Obama´s tegenhanger in Europa. Ook de partijslogan die voor de verkiezingen van april door de Democratische Partij wordt gebruikt (‘Si può fare’) lijkt sterk op die van de Amerikaanse Obama (‘Yes, we can!’).